# Otto Mayer (Jurist)

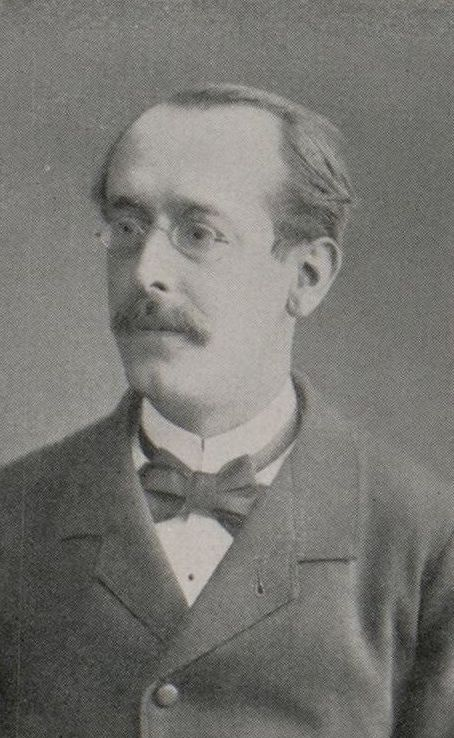
Otto Mayer

Otto Mayer (* 29. März 1846 in Fürth; † 8. August 1924 in Hilpertsau) war ein deutscher Hochschullehrer für Verwaltungsrecht und Kirchenrecht. Er prägte maßgeblich den Begriff des Verwaltungsaktes und damit die dogmatischen Grundlagen des deutschen Verwaltungsrechts.

## Leben und Wirken
Otto Mayer studierte ab 1864 Rechtswissenschaft an der Universität Erlangen und legte dort 1868 sein Examen ab. 1869 folgte die Promotion zum Dr. iur., 1871 das zweite Staatsexamen. Ab 1872 arbeitete er als Rechtsanwalt in Mülhausen im Elsass, wo er sich auf Handelsrecht spezialisierte. 1879 wurde er Präsident der Mülhausener Rechtsanwaltskammer.
1880 zog er nach Straßburg, wo er sich 1881 habilitierte. 1882 erhielt er eine außerordentliche Professur für Verwaltungsrecht an der Kaiser-Wilhelms-Universität, 1887 dann eine ordentliche Professur. In den Jahren 1895 und 1896 erschienen die beiden Bände seines Lehrbuchs des Deutschen Verwaltungsrechts. 1902/03 war er Rektor der Hochschule, bevor er 1903 er an die Universität Leipzig wechselte. Er lehrte Öffentliches Recht und war 1913/14 Rektor. Im Sommer 1918 wurde er emeritiert.
Vom französischen Verwaltungsrecht ausgehend, war er der Wegbereiter der deutschen Verwaltungsrechtswissenschaft, die einen Höhepunkt in der Kodifikation des allgemeinen Verwaltungsverfahrensrechts 1976 im Verwaltungsverfahrensgesetz erreichte. Die Subordinationstheorie, die von der Abgrenzung des öffentlichen und privaten Rechts handelt, lässt sich auf Mayer zurückführen.
Unter dem Pseudonym Eduard Dupré verfasste Mayer auch zahlreiche literarische Arbeiten, darunter Nach dem Kriege. Erzählungen eines alten Advokaten (1906). Er war Mitglied der Burschenschaft Allemannia Heidelberg.

## Ehrungen
- Gedenktafel am Geburtshaus in der Königstraße 82, Fürth
- Otto-Mayer-Straße bei der Deutschen Universität für Verwaltungswissenschaften Speyer[4]

## Schriften (Auswahl)
- Theorie des französischen Verwaltungsrechts. Trübner, Strassburg 1886 (archive.org)
- Deutsches Verwaltungsrecht, 2 Bände. Duncker & Humblot, Band 1, Leipzig 1895 (Digitalisat und Volltext im Deutschen Textarchiv sowie Digitalisat der Staatsbibliothek Berlin), Band 2, Leipzig 1896 (Digitalisat und Volltext im Deutschen Textarchiv sowie Digitalisat der Staatsbibliothek Berlin); 2. Auflage 1914/1917. 3. Auflage 1924.
- Das Staatsrecht des Königreichs Sachsen. Mohr, Tübingen 1909.

### Nachschlagewerke
- Erk Volkmar Heyen: Mayer, Otto. In: Neue Deutsche Biographie (NDB). Band 16, Duncker & Humblot, Berlin 1990, ISBN 3-428-00197-4, S. 550–552 (Digitalisat).
- Alfons Hueber: Otto Mayer. In: Adalbert Erler, Ekkehard Kaufmann (Hrsg.): Handwörterbuch zur deutschen Rechtsgeschichte. Band 3: List–Protonotar. Erich Schmidt, Berlin 1984, ISBN 3-503-00015-1, Sp. 402 ff.
- Katja Jönsson, Matthias Wolfes: Otto Mayer. In: Biographisch-Bibliographisches Kirchenlexikon (BBKL). Band 15, Bautz, Herzberg 1999, ISBN 3-88309-077-8, Sp. 991–1011 (Artikel/Artikelanfang im Internet-Archive).
- Martin Otto: Otto Mayer (1846–1924). In: Albrecht Cordes, Hans-Peter Haferkamp, Heiner Lück,  Dieter Werkmüller (Hrsg.): Handwörterbuch zur deutschen Rechtsgeschichte 2. Auflage. Band 3: Konfliktbewältigung—Nowgorod. Erich Schmidt, Berlin 2016, ISBN 978-3-503-17011-1, Sp. 1384–1387.

### Monografien
- Erk Volkmar Heyen: Otto Mayer. Studien zu den geistigen Grundlagen seiner Verwaltungsrechtswissenschaft (= Schriftenreihe der Hochschule Speyer, Band 84). Duncker & Humblot, Berlin 1981, ISBN 3-428-05030-4.
- Alfons Hueber: Otto Mayer. „Juristische Methode“ im Verwaltungsrecht (= Schriften zum öffentlichen Recht, Band 405). Duncker & Humblot, Berlin 1982, ISBN 3-428-05044-4.
- Reimund Schmidt-De Caluwe: Der Verwaltungsakt in der Lehre Otto Mayers. Staatstheoretische Grundlagen, dogmatische Ausgestaltung und deren verfassungsbedingte Vergänglichkeit (= Jus publicum, Band 38). Mohr Siebeck, Tübingen 1999, ISBN 3-16-147025-7.